# Tretjärnarna (Piteå socken, Norrbotten)
Tretjärnarna är en sjö i Piteå kommun i Norrbotten och ingår i Åbyälvens huvudavrinningsområde.